# Oligoryzomys destructor
Oligoryzomys destructor är en däggdjursart som först beskrevs av Johann Jakob von Tschudi 1844.  Oligoryzomys destructor ingår i släktet Oligoryzomys och familjen hamsterartade gnagare. IUCN kategoriserar arten globalt som livskraftig. Inga underarter finns listade i Catalogue of Life.
Denna gnagare förekommer i Anderna från västra Colombia över Ecuador, Peru och Bolivia till norra Argentina. Arten lever i regioner som ligger 600 till 3350 meter över havet. Habitatet utgörs av tropiska bergsskogar och av angränsande landskap.